# Kirkmay House Hotel

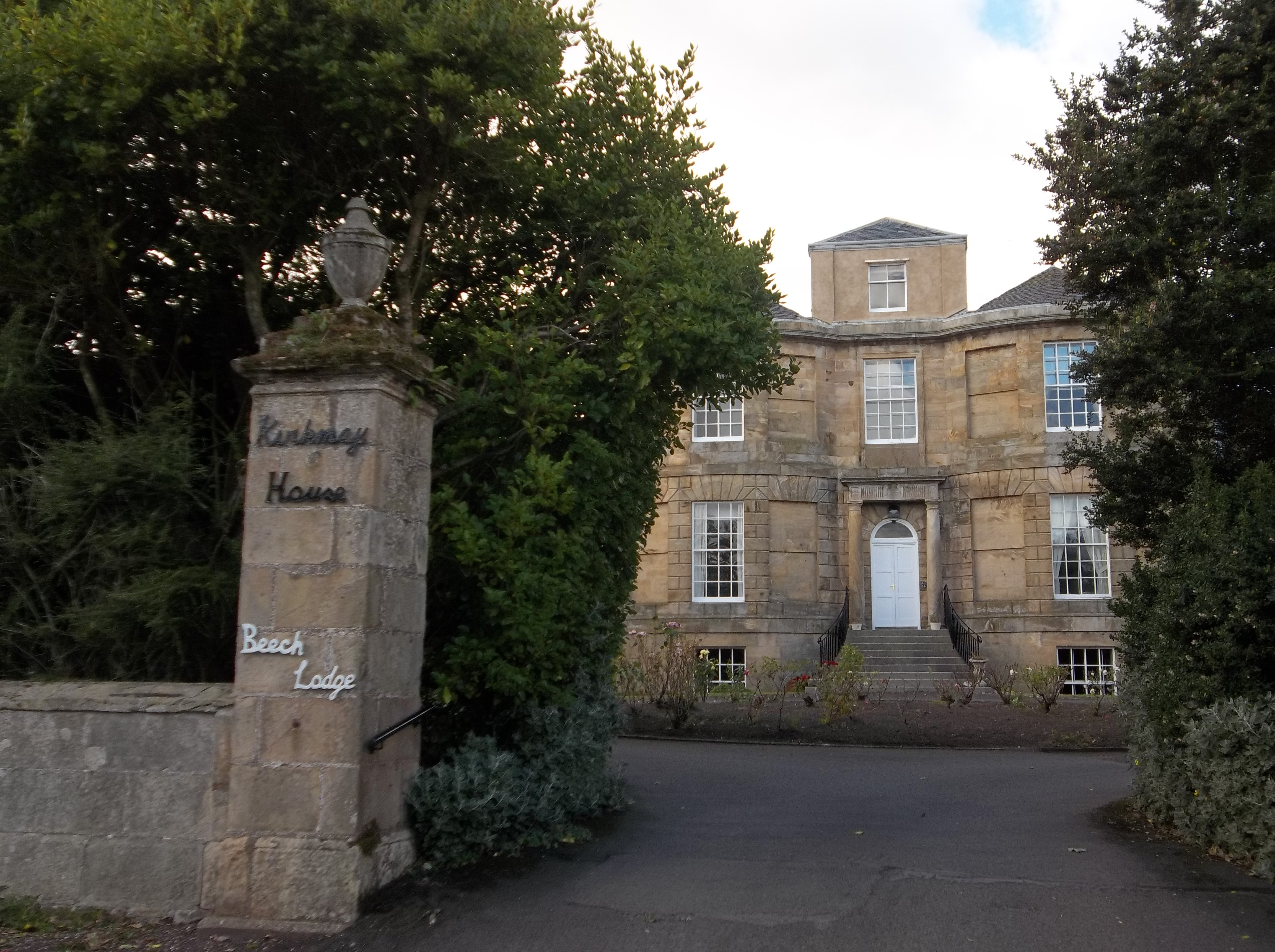
Kirkmay House Hotel

Das Kirkmay House Hotel ist ein Hotel in der schottischen Ortschaft Crail in der Council Area Fife. 1972 wurde das Bauwerk als Einzeldenkmal in die schottischen Denkmallisten in der höchsten Denkmalkategorie A aufgenommen.

## Beschreibung
Das Kirkmay House Hotel wurde im Jahre 1817 für Robert Inglis of Kirkmay erbaut. Das klassizistisch ausgestaltete Hotel steht an der Straße Marketgate nahe der Hauptverkehrsstraße (A917) im Zentrum von Crail. An der südexponierten Hauptfassade des zweistöckigen Gebäudes treten abgekantete Ausluchten über die gesamte Gebäudehöhe heraus. Die Fenster sind teils mit Mauerwerk verschlossen. Zwischen den Ausluchten befindet sich das über eine kurze Vortreppe zugängliche Hauptportal. Es ist mit dorischen Säulen gestaltet. Im Bereich des Erdgeschosses ist das Mauerwerk teilweise rustiziert. Eine Jahreszahl weist das falsche Baujahr 1619 aus. Das abschließende Dach ist mit Schiefer eingedeckt.